# أخلاق إسلامية
الأخلاق هي عنوان الشعوب، قد حثت عليها جميع الأديان، ونادى بها المصلحون، فهي أساس الحضارة، ووسيلة للمعاملة بين الناس وقد تغنى بها الشعراء في قصائدهم ومنها البيت المشهور لأمير الشعراء أحمد شوقي:
وللأخلاق دور كبير في تغير الواقع الحالي إلى العادات الجيدة؛ لذلك قال الرسول ﷺ: «إنما بعثت لأتمم مكارم الأخلاق». فبهذه الكلمات حدد الرسول ﷺ الغاية من بعثته أنه يريد أن يتمم مكارم الأخلاق في نفوس أمته والناس أجمعين ويريد للبشرية أن تتعامل بقانون الخلق الحسن الذي ليس فوقه قانون، إن التحلي بالأخلاق الحسنة، والبعد عن أفعال الشر والآثام، يؤديان بالمسلم إلى تحقيق الكثير من الأهداف النبيلة منها سعادة النفس ورضاء الضمير وأنها ترفع من شأن صاحبها وتشيع الألفة والمحبة بين أفراد المجتمع المسلم وهي طريق الفلاح والنجاح في الدنيا والآخرة.
فالأخلاق الإسلامية هي الأخلاق والأداب التي حث عليها الإسلام وذكرت في القرآن الكريم والسنة النبوية اقتداء بالنبي محمد ﷺ الذي هو أكمل البشر خلقا لقول الله عنه: ﴿وَإِنَّكَ لَعَلَى خُلُقٍ عَظِيمٍ ۝٤﴾ [القلم:4].

## فضل الأخلاق الإسلامية
- قال الله تعالى: (الذين ينفقون في السراء والضراء والكاظمين الغيظ والعافين عن الناس والله يحب المحسنين) [آل عمران:134].
- قال الله تعالى: (ادفع بالتي هي أحسن فإذا الذي بينك وبينه عداوة كأنه ولي حميم* وما يلقاها إلا الذين صبروا وما يلقاها إلا ذو حظ عظيم) [فصلت:34-35].
- قال رسول الله: (ما من شيء أثقل في الميزان من حسن الخلق) رواه أبو داوود (4799).
- عن أبي هريرة أنه قال: (سُئِلَ رسول الله عن أكثر ما يدخل الناس الجنة فقال: تقوى الله وحسن الخلق، وسُئِلَ عن أكثر ما يدخل الناس النار فقال: الفم والفرج) رواه ابن ماجه (4246).
- قال رسول الله: (إن المؤمن يدرك بحسن خلقه درجات قائم الليل صائم النهار) رواه أبو داوود (4798).
- قال رسول الله: (أكمل المؤمنين إيمانًا أحسنهم خُلُقًا) رواه أحمد (7402).
- قال رسول الله: (إن من أحبكم إلي وأقربكم مني مجلسًا يوم القيامة أحاسنكم أخلاقًا) رواه الترمذي (2018).
- قال رسول الله: (إنما بعثت لأتمم مكارم الأخلاق) رواه البيهقي (7978).

## الاختلاف بين الأخلاق الإسلامية والأخلاق النظرية
- مصدر الأخلاق الإسلامية هو الوحي، ولذلك فهي قيم ثابتة ومثل عليا تصلح لكل إنسان بصرف النظر عن جنسه وزمانه ومكانه ونوعه، أما مصدر الأخلاق النظرية فهو العقل البشري المحدود أو ما يتفق عليه الناس في المجتمع «العرف»، ولذلك فهي متغيرة من مجتمع لآخر ومن مفكر لآخر.
- مصدر الإلزام في الأخلاق الإسلامية هو شعور الإنسان بمراقبة الله عز وجل له، أما مصدر الإلزام في الأخلاق النظرية فهو الضمير المجرد أو الإحساس بالواجب أو القوانين الملزمة.

## خصائص الأخلاق
- التوازن بين مطالب الروح والجسد فلا تمنع حاجة الجسد من الشهوات والرغبات بل تضعها في إطارها الشرعي، فقال الله تعالى: ﴿قُلْ مَنْ حَرَّمَ زِينَةَ اللَّهِ الَّتِي أَخْرَجَ لِعِبَادِهِ وَالطَّيِّبَاتِ مِنَ الرِّزْقِ قُلْ هِيَ لِلَّذِينَ آمَنُوا فِي الْحَيَاةِ الدُّنْيَا خَالِصَةً يَوْمَ الْقِيَامَةِ كَذَلِكَ نُفَصِّلُ الْآيَاتِ لِقَوْمٍ يَعْلَمُونَ ۝٣٢﴾ [الأعراف:32]، فمن حق الإنسان في إشباع رغباته بالضوابط الشرعية مع إشباع الروح بالذكر والطاعة والعبادة.
- الأخلاق الإسلامية صالحة لكل إنسان ولكل زمان ومكان مع اتصافها بالسهولة واليسر ورفع الحرج فيقول الله تعالى: ﴿وَجَاهِدُوا فِي اللَّهِ حَقَّ جِهَادِهِ هُوَ اجْتَبَاكُمْ وَمَا جَعَلَ عَلَيْكُمْ فِي الدِّينِ مِنْ حَرَجٍ مِلَّةَ أَبِيكُمْ إِبْرَاهِيمَ هُوَ سَمَّاكُمُ الْمُسْلِمِينَ مِنْ قَبْلُ وَفِي هَذَا لِيَكُونَ الرَّسُولُ شَهِيدًا عَلَيْكُمْ وَتَكُونُوا شُهَدَاءَ عَلَى النَّاسِ فَأَقِيمُوا الصَّلَاةَ وَآتُوا الزَّكَاةَ وَاعْتَصِمُوا بِاللَّهِ هُوَ مَوْلَاكُمْ فَنِعْمَ الْمَوْلَى وَنِعْمَ النَّصِيرُ ۝٧٨﴾ [الحج:78]، وكما قال تعالى: ﴿لَا يُكَلِّفُ اللَّهُ نَفْسًا إِلَّا وُسْعَهَا لَهَا مَا كَسَبَتْ وَعَلَيْهَا مَا اكْتَسَبَتْ رَبَّنَا لَا تُؤَاخِذْنَا إِنْ نَسِينَا أَوْ أَخْطَأْنَا رَبَّنَا وَلَا تَحْمِلْ عَلَيْنَا إِصْرًا كَمَا حَمَلْتَهُ عَلَى الَّذِينَ مِنْ قَبْلِنَا رَبَّنَا وَلَا تُحَمِّلْنَا مَا لَا طَاقَةَ لَنَا بِهِ وَاعْفُ عَنَّا وَاغْفِرْ لَنَا وَارْحَمْنَا أَنْتَ مَوْلَانَا فَانْصُرْنَا عَلَى الْقَوْمِ الْكَافِرِينَ ۝٢٨٦﴾ [البقرة:286].
- لا يحكم على الأفعال بظاهرها فقط ولكن تمتد إلى النوايا والمقاصد والبواعث التي تحرك هذه الأفعال الظاهرة يقول صلى الله عليه وسلم: «إنما الأعمال بالنيات».
- مبادئها تقنع العقل وترضي القلب، فما من نهي شرعي إلا معه مسوغات ودوافع تحريمه فيقول الله جل جلاله: ﴿وَلَا تَقْرَبُوا الزِّنَى إِنَّهُ كَانَ فَاحِشَةً وَسَاءَ سَبِيلًا ۝٣٢﴾ [الإسراء:32]، وقوله: ﴿يَا أَيُّهَا الَّذِينَ آمَنُوا إِنَّمَا الْخَمْرُ وَالْمَيْسِرُ وَالْأَنْصَابُ وَالْأَزْلَامُ رِجْسٌ مِنْ عَمَلِ الشَّيْطَانِ فَاجْتَنِبُوهُ لَعَلَّكُمْ تُفْلِحُونَ ۝٩٠ إِنَّمَا يُرِيدُ الشَّيْطَانُ أَنْ يُوقِعَ بَيْنَكُمُ الْعَدَاوَةَ وَالْبَغْضَاءَ فِي الْخَمْرِ وَالْمَيْسِرِ وَيَصُدَّكُمْ عَنْ ذِكْرِ اللَّهِ وَعَنِ الصَّلَاةِ فَهَلْ أَنْتُمْ مُنْتَهُونَ ۝٩١﴾ [المائدة:90–91]، وكذلك الأخلاق الإسلامية تقبلها الفطرة السليمة ولا يرفضها العقل الصحيح، وفي حديث مرفوع:

«حَدَّثَنَا عَبْدُ اللَّهِ بْنُ جَعْفَرٍ، ثنا إِسْمَاعِيلُ بْنُ عَبْدِ اللَّهِ، حَدَّثَنِي أَبُو الأَسْوَدِ الْمِصْرِيُّ، ثنا رَوْحُ بْنُ عُبَادَةَ، عَنْ ثَابِتٍ، عَنْ أَنَسٍ، عَن ْرسول الله ﷺ قَالَ:  إِنَّ الْعَبْدَ لَيَبْلُغُ بِحُسْنِ خُلُقِهِ عَظِيمَ دَرَجَاتِ الآخِرَةِ، وَشَرَفَ الْمَنَازِلِ، وَإِنَّهُ لَضَعِيفُ الْعِبَادَةِ، وَإِنَّهُ لَيَبْلُغُ بِسُوءِ خُلُقِهِ أَسْفَلَ دَرْكٍ مِنْ جَهَنَّمَ وَهُوَ عَابِدٌ.».

## مكارم الأخلاق
من مكارم الأخلاق:
1. الصدق
2. الأمانة
3. غض البصر
4. الحلم
5. السماحة
6. الأناة
7. الشجاعة
8. المروءة
9. المودة
10. الصبر
11. الإحسان
12. الاعتدال
13. الكرم
14. الإيثار
15. سلامة الصدر
16. الرفق
17. العدل
18. الحياء
19. الشكر
20. حفظ اللسان
21. العفة
22. الوفاء
23. الشورى
24. التواضع
25. العزة
26. الستر
27. العفو
28. التعاون
29. الرحمة
30. البر
31. القناعة
32. الرضا
33. الوقار
34. الألفة

ومكارم الأخلاق لا تسمو إلى صفات الشخص الخلوق.

## سماحة الإسلام
حين تجد امرءاً سهلاً ميسرًا، يتنازل عن حظ نفسه أو جزء من حقه، ليحلّ مشكلة هو طرف فيها، أو ليطوي صفحة طال الحديث فيها، أو ليتألف قلبـًا يدعوه، أو ليستطيب نفس أخيه، وهو قبل ذلك لا يتعدى على حق أخيه، ولا يلحف في المطالبة بحقوقه، فذلك هو الرجل السمح، وتلك هي السماحة، وقد دعا رسول الله صلى الله عليه وسلم بالرحمة للرجل السمح: «رحم الله رجلاً سمحـًا إذا باع، وإذا اشترى، وإذا اقتضى»، رواه البخاري، وما هي إلا صور من المعاملات اليومية، التي تقتضي قدرًا كبيرًا من السماحة.
ويعلق ابن حجر على رواية البخاري بقوله: «السهولة والسماحة متقاربان في المعنى والمراد بالسماحة ترك المضجرة ونحوها، وإذا اقتضى: أي طلب قضاء حقه بسهولة وعدم إلحاف، وإذا قضى: أي أعطى الذي عليه بسهولة بغير مطل، وفيه الحض على السماحة في المعاملة، واستعمال معالي الأخلاق، وترك المشاحنة، والحض على ترك التضييق على الناس في المطالبة، وأخذ العفو منهم»، وأكثر ما تكون الخصومات في المعاملات المالية، والمناظرات الخلافية، والملاسنات الكلامية، وقلّ أن يسلم فيها من لم يتحلّ بكرم الخلق، وجود النفس، وسماحة الطبع.

## صور السماحة
- التنازل عن الحق:
إن صاحب السماحة لا تطيب نفسه بأن يحصّل حقـًا لم تطب به نفسه الطرف الآخر، فيؤثر التنازل أو السماحة، إن كان الحق له، وهذا ما كان من عثمان رضي الله عنه حين اشترى من رجل أرضـًا، فتأخر صاحب الأرض في القدوم عليه لقبض الثمن، وتبين له أن سبب تأخره أنه بعد أن تم العقد شعر البائع أنه مغبون، وكان الناس يلومونه كيف تبيعها بهذا الثمن؟ قال عثمان: «فاختر بين أرضك ومالك» ثم ذكر له الحديث: «أدخل الله عز وجل الجنة رجلاً، كان سهلاً مشتريـًا وبائعـًا، وقاضيـًا ومقتضيًا»، رواه أحمد.
- إنظار المعسر:
إن إنظار المعسر، أو التجاوز عن القرض أو عن جزء منه، صورة عظمية من صور الكرم وسماحة النفس، قال رسول الله ﷺ: «كان تاجر يداين الناس، فإذا رأى معسرًا قال لفتيانه: تجاوزوا عنه ؛ لعل الله أن يتجاوز عنا، فتجاوز الله عنه»، رواه البخاري، بل إن توفيق الدنيا والآخرة مرهون بتيسيرك على أخيك المعسر: «من يسّر على معسرٍ يسّر الله عليه في الدنيا والآخرة»، رواه مسلم.
- رد القرض بأحسن منه:
وقد كان رسول الله ﷺ يردّ القرض بخير منه وبالزيادة فيه، ويقول: «أعطه، فإن خيار الناس أحسنهم قضاء»، رواه محمد بن ماجه، وما ترك صاحب القرض يمضي إلا وهو راضٍ.
- السماحة مع الشريك:
كما شهد لرسول الله ﷺ شريكه في التجارة قبل البعثة السائب بن عبد الله بقوله له: «كنت شريكي في الجاهلية، فكنت خير شريك، كنت لا تداريني ولا تماريني»، رواه محمد بن ماجه، أي كنت لا تدافعني في أمر ولا تجادلني، بل كنت شريكـًا موافقـًا، ولم ينسها له، وكانت سببـًا من أسباب محبته له، وتكون سببـًا من أسباب النجاة من النار لمن تخلَّق بها «حرم على النار كل هيِّن ليِّن سهل، قريب من الناس»، رواه أحمد.
- رفع الحرج عن الناس:
صاحب السماحة لا يحرص على إيقاع الناس في الحرج، ولا يشغله التفكير بما له عن التفكير بما عليه من سماحة مع إخوانه وتقدير لظروفهم، وفي الحديث الصحيح: «أن الصحابي أبا اليسر رضي الله عنه كان له على رجل قرض، فلما ذهب لاستيفاء حقه اختبأ الغريم في داره؛ لئلا يلقى أبا اليسر، وهو لا يملك السداد، فلما علم أبو اليسر أن صاحبه يتخفى منه حياء لعدم تمكنه من أداء ما عليه، أتى بصحيفة القرض فمحاها، وقال: " إن وجدت قضاء فاقض، وإلا فأنت في حلّ»، رواه مسلم، وبسماحته تلك أخرج أخاه من الحرج الشديد.
- السماحة مع من أساء:
وأبرز مواقف السماحة ما يكون مع من أساء إليك، كالذي جرى مع أبي بكر رضي الله عنه حين أقسم ألاَّ ينفق على مسطح بن أثاثة؛ لتورطه في حديث الإفك، فأمره الله تعالى أن يعفو ويصفح، فكفر عن يمينه، وعاد ينفق عليه، وفي ذلك يقولﷺ: «ارحموا تُرحموا، واغفروا يغفر لكم»، (صحيح الجامع)، وقد وصف الله عباده المؤمنين بأنهم: ﴿وَالَّذِينَ يَجْتَنِبُونَ كَبَائِرَ الْإِثْمِ وَالْفَوَاحِشَ وَإِذَا مَا غَضِبُوا هُمْ يَغْفِرُونَ ۝٣٧﴾ [الشورى:37] .
- السماحة بين تهمة العجز أو الفجور:
وقد يوسوس الشيطان للمسلم إنك لو تسامحت وصفك الناس بالعجز، وظنوا فيك الضعف، ولأَنَ تُؤْثِرَ أن يقال فيك ما يقال خير لك من الوقوع في الفجور، بحيث يخشى الناس شرّك، وقد ورد في الحديث: «يأتي عليكم زمان يُخيَّر فيه الرجل بين العجز والفجور، فمن أدرك ذلك الزمان فليختر العجز على الفجور»، رواه أحمد.

### صور تتنافى مع السماحة
كثرة الخصومات إن مما يتنافى مع السماحة الانزلاق إلى اللدد والخصومة، إذ كما يحب الله السماحة فإن «أبغض الرجال إلى الله الألدُّ الخَصِم»، رواه البخاري، قال في الفتح: الألدّ الكذاب، وكأنه أراد أن من يكثر المخاصمة، يقع في الكذب كثيرًا.
وحين يفتقد المرء السماحة تجده ينحدر في أخلاقه، إلى أن ينجرف إلى التصايح والجدل لأمر يعلم بطلانه، أو وقوفـًا على طرف لا يدري مدى أحقيته! «ومن خاصم في باطل وهو يعلمه لم يزل في سخط الله حتى ينزع عنه»، رواه أبو داود، وقد قيل في المثل: ما استرسل كريم قط.
كثرة الجدل إن خلق السماحة يقتضي من صاحبه المبادرة إلى التنازل عند الوقوع في أي موقف جدلي، ولنتذكر دائمـًا أن العلم بميقات ليلة القدر خير كبير حرمت منه الأمة؛ بسبب انعدام روح السماحة بين رجلين من الأمة: «خرجت لأخبركم بليلة القدر، فتلاحى فلان وفلان فرُفعت»، رواه البخاري، وكم تُحرم الأمة من البركات والنعم والنصر حين تدب الخصومات، بل إن صفة أساسية من أخلاقيات المنافق أنه: «وإذا خاصم فجر»، رواه البخاري، ولا يليق بالرجل السمح أن يتعنت ويجادل ويشد ويصيح، ناهيك عن أن يفجر في الخصومة والجور هو الميل عن الحق والاحتيال في رده، فتح الباري.
وإنه مما يتنافى مع روح السماحة أن يقع الإخوة في جدالات تافهة لأمور سياسية، أو قضايا فكرية، أو توقعات غيبية، ثم تجدهم ينفضّون متباغضين، وما كانت البداية إلا روح الجدل و«ما ضل قوم بعد هدى كانوا عليه إلا أُوتوا الجدل»، رواه محمد بن ماجه.
ولحث المسلمين على السماحة في الحوار، والتنازل عند الاختلاف، وعدم الوقوع في مغبة الجدل، تعهد رسول الله ﷺ ببيت في الجنة لمن تنازل: «أنا زعيم ببيت في ربض الجنة لمن ترك المراء وإن كان محقـًا»، رواه أبو داود، ولا يمكن أن يكون سماحة وتنازلاً إلاَّ حين يكوم محقـًا، وإنه لعسير، وإن أجره لكبير.
كثرة اللغو ومن نتائج انعدام روح السماحة أن تغدر أمتنا تتبارى بألسنتها، فتنقلب إلى أمة كلام بدل أن تكون أمة عمل، وتضيع الأوقات في الشد والجذب والأخذ والرد، وكل يناصر رأيه، إن مما حرم رسول الله ﷺ على أمته «منعـًا وهات»، ومما كره لهم: «قيل وقال، وكثرة السؤال، وإضاعة المال»، رواه البخاري.

### مواقف تقتضي السماحة
- السماحة في الجهاد ولا يكمل أجر المجاهد إلا بالسهولة والسماحة «الغزو غزوان: فأما من ابتغى وجه الله وأطاع الإمام، وأنفق الكريمة، وياسر الشريك، واجتنب الفساد، فإن نومه ونبهه أجر كله»، رواه أبو داود، (وهو حسن). قال الباجي في (ياسر الشريك): يريد موافقته في رأيه مما يكون طاعة، ومتابعته عليه وقلة مشاحّته فيما يشاركه فيه؛ من نفقة أو عمل.
- السماحة مع الزوج: تظهر آثار (السماحة) في جميع مظاهر حياة صاحبها، فانظر إلى رسول الله ﷺ مع زوجه عائشة رضي الله عنها حين قصدت الحج[ ؟ ] والعمرة، فأصابها الحيض، فحزنت لعدم تمكنها من أداء العمرة، وبكت لذلك وقالت: «يرجع الناس بحجة وعمرة، وأرجع بحجة؟!!» يقول جابر بن عبد الله: وكان رسول الله ﷺ رجلاً سهلاً، حتى إذا هَوِيَتْ الشيء تابعها عليه، فأرسلها مع عبد الرحمن بن أبي بكر فأهلّت بعمرة من التنعيم قال النووي: سهلاً أي سهل الخلق، كريم الشمائل، لطيفـًا ميسرًا في الخلق. رواه مسلم.
فما أعظم سماحته ﷺ مع أهله في مثل هذا الموطن المزدحم، وفي حال السفر.
- مع المدعوين تأمل سماحة رسول الله ﷺ في دعوته فحين وجد ريح ثوم في مسجده، نهي الصحابة عن أن يرد أحد مسجده قبل ذهاب ريح الثوم منه، وكان المقصود بالنهي المغيرة بن شعبة يقول رضي الله عنه: أتيته فقلت: يا رسول الله إن لي عذرًا، ناولني يدك قال فوجدته والله سهلاً فناولني يده، فأدخلتها في كمي إلى صدري، فوجده معصوبـًا، فقال: إن لك عذرًا " فعذره حين وجد أنه أكل الثوم لمرض، وكم نحتاج إلى أن نتأسى بهذه السماحة مع المدعوين لنكون مبشرين غير منفرين، ميسّرين غير معسّرين.
- العلاقة بين الصبر والسماحة: وإن مما عرّف به رسول الله ﷺ الإيمان قوله: «الإيمان: الصبر والسماحة»، صحيح الجامع.
حيث عرّف الإيمان بحسن المعاملة مع الخالق والمعاملة مع المخلوق، وكأنما يريد بالصبر علاقة العبد مع ربه ؛ بالصبر على طاعته، والصبر عن معصيته والصبر على أقداره، وكأنما أراد بالسماحة علاقة العبد بأخيه ؛ بحيث تغلب عليها السهولة والمياسرة والسماحة، وقابلية التوسيع والتناول لرضى الله، وفيما يرضي الله وربما كان من حكمة الربط بينما أن السماحة تقتضي قدرًا كبيرًا من الصبر والتحمل: ﴿وَلَمَنْ صَبَرَ وَغَفَرَ إِنَّ ذَلِكَ لَمِنْ عَزْمِ الْأُمُورِ ۝٤٣﴾ [الشورى:43]، فكن سمحـًا إذا عاملت أو دعوت، سمحـًا إذا حاورت أو رافقت، سمحـًا إذا ظُلمت أو جُهل عليك، فرسالتنا حنيفية سمحة .[2]